# Clevedon
Clevedon – miasto w Wielkiej Brytanii, w Anglii, w hrabstwie ceremonialnym Somerset, w unitary authority North Somerset. Miejscowość położona jest nad Kanałem Bristolskim, przy jego początku, u ujścia rzeki Severn. Ośrodek wypoczynkowy o znaczeniu regionalnym. 
Miejscowość po raz pierwszy wzmiankowano w Domesday Book; liczyła wówczas siedmiu mieszkańców. W okresie wiktoriańskim stała się popularnym ośrodkiem wypoczynkowym.

## Współpraca
Miejscowość partnerska:
- Middelkerke, Belgia